# Flugplatz Scalea

i7
i11
i13
Der Flugplatz Scalea (ICAO-Code: LICK) befindet sich in der süditalienischen Region Kalabrien, rund fünf Kilometer südlich von Scalea, bei der Mündung des Flusses Lao in das Tyrrhenische Meer. Der Flugplatz hat eine knapp zwei Kilometer lange und 30 Meter breite asphaltierte Start- und Landebahn, die in West-Ost-Richtung verläuft. Die östliche Landeschwelle 27 ist versetzt. Es gibt keine parallele Rollbahn, jedoch zwei kurze Taxiways zum kleinen asphaltierten Vorfeld mit Helipads und dazugehörigen Abfertigungseinrichtungen im Nordosten. Dort führen auch die Provinzstraße SP 9 und die Bahnstrecke Salerno–Reggio di Calabria vorbei, im Westen an der Küste die Staatsstraße 18.
Der Flugplatz wurde an einer exponierten, hochwassergefährdeten Stelle gebaut und 2001 eröffnet, ein neues Abfertigungsgebäude folgte 2018. Der Fluss Lao beschädigte den Flugplatz mehrmals, weswegen er zeitweise nicht genutzt wurde. Die Start- und Landebahn ist für die Allgemeine Luftfahrt überdimensioniert, für Verkehrsflugzeuge ist der Flugplatz jedoch zu klein. Der nächstgelegene Verkehrsflughafen ist Lamezia Terme.